# Parc national royal de Manas

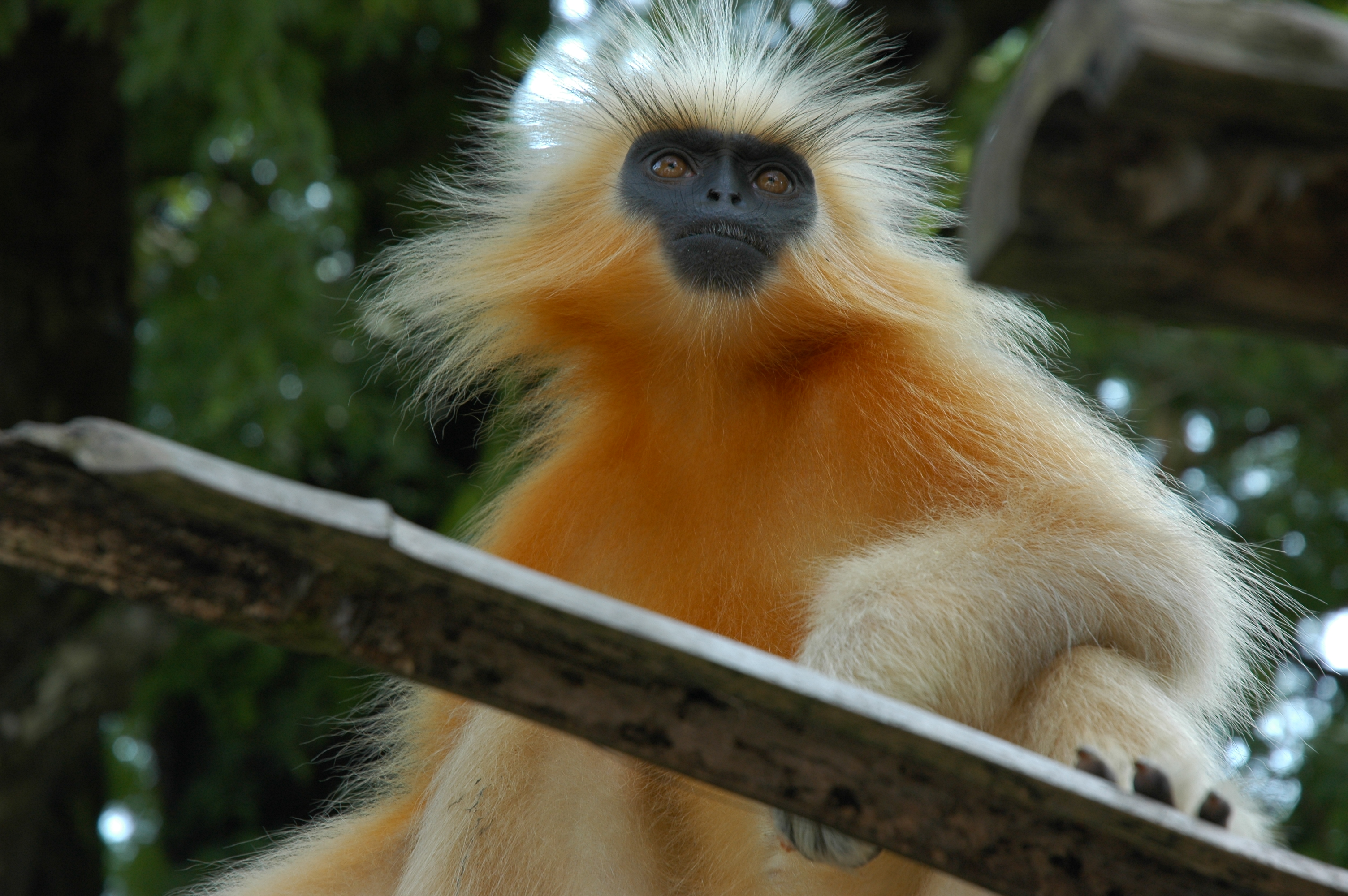
Golden langur (Presbytis geei).

Le parc national royal de Manas est un parc national du Bhoutan. Le gouvernement royal le considère comme le « joyau de la conservation du royaume » et un « dépôt génétique » pour les plantes de valeur. Il a une superficie de 1 057 kilomètres carrés  et couvre l'est du district de Sarpang, la moitié ouest du district de Zhemgang et l'ouest du district de Pemagatshel.
Il est relié par des « corridors biologiques » au sanctuaire de faune de Phibsoo, au parc national de Jigme Singye Wangchuck, au parc national de Phrumsengla et au sanctuaire de faune de Jomotsangkha. Royal Manas jouxte aussi directement le parc national de Manas, site du patrimoine mondial, dans l'Assam, en Inde, au sud. Depuis 2012, ce site figure sur la liste indicative du Bhoutan en vue de son inscription au patrimoine mondial.
L'entrée est interdite au public.

## Histoire
Royal Manas a été l'une des premières cibles du Fonds fiduciaire du Bhoutan au début des années 1990, bénéficiant du développement d'infrastructures et d'évaluations biologiques et socio-économiques de base. Le premier plan de gestion de parc du Bhoutan a été préparé pour Royal Manas et a guidé la gestion des autres parcs.

## Histoire naturelle

### Flore
Les habitats du parc national Royal Manas vont des forêts tropicales de plaine aux champs de glace permanents. Les écorégions du parc comprennent les forêts de feuillus de l'Himalaya oriental et les forêts de pins subtropicales de l'Himalaya.
Royal Manas produit également plusieurs espèces de plantes utilisées dans l'alimentation, le commerce, la médecine et les rituels religieux. Environ 5 000 personnes vivent dans des villages éloignés et isolés au sein du parc,.

### Faune
Le parc national Royal Manas abrite des tigres du Bengale, des éléphants, des gayal (Bos gaurus), ainsi que des espèces plus rares comme le langur doré (Presbytis geei), le porc pygmée (Sus salvanius), le lièvre hispide (Caprolagus hispidus) et le dauphin du Gange (Platanista). C'est également le seul parc bhoutanais habité par le rhinocéros indien (Rhinoceros unicornis) et le buffle d'eau sauvage (Bubalus arnee). Des centaines d'espèces d'oiseaux - dont quatre espèces de calaos, le calaos à cou roux, le calaos à collier, le calaos pie et le calaos indien - vivent également dans ce vaste parc.
La rivière Manas et ses affluents abritent trois espèces de poissons migrateurs rares appelés mahseer : le mahseer à corps profond (Tor tor), le mahseer doré (Tor putitora) et le mahseer chocolat ou Katle (Acrossocheilus hexangonolepis).